# Sestav petih malih rombiheksaedrov
Sestav petih malih romboheksaedrov je v geometriji sestav uniformnih poliedrov, ki jih sestavlja pet malih rombiheksaedrov. Imajo enako razvrstitev oglišč kot v sestavu petih malih rombikubooktaedrov.
Sklic v preglednici se nanaša na seznam sestavov uniformnih poliedrov.

## Vir
- Skilling, John (1976), »Uniform Compounds of Uniform Polyhedra«, Mathematical Proceedings of the Cambridge Philosophical Society, 79 (3): 447–457, doi:10.1017/S0305004100052440, MR 0397554.